# Constância Nery
Constância Nery (Ipiguá, 1936) é uma pintora naïf brasileira. Ao sair do interior do estado, Nery mudou-se para São Paulo onde, primeiro, fez o curso da Escola Paulista de Propaganda e Marketing e, depois, passou a estudar folclore, tema que elegeria em seus trabalhos posteriores. Começou a expor seus trabalhos em 1969 e passou a se dedicar à pintura como principal atividade poucos anos depois. Desde então tem participado de diversas mostras no Brasil e no estrangeiro.
A artista fez carreira como publicitária a partir da J. Walter Thompson, Editora Abril e outras empresas. Em parceria com o artista plástico Cassio Mello, foi Diretora-Proprietária da Constata Propaganda até 1973. No Museu de Folclore de São Paulo, sob a direção Rossini Tavares de Lima, realizou pesquisas e fez a sua primeira exposição em 1969. Suas obras estão no acervo de importantes colecionadores, em livros didáticos, em livros e dicionários especializados em Arte. Desde 1969, a pintura passou a ser a atividade principal. A temática da sua pintura se inspiram de plantações e Colheitas, festas tradicionais e o quotidiano da vida do mundo moderno rural e urbana.
A música clássica e popular brasileira são tão importantes quanto a tinta, o pincel e a tela. Particpou de uma exposição coletiva na Galeria Cravo e Canela em 1979 e desde então apresenta seus quadros na Galeria Jacques Ardies que viabilizou as exposições no Musee de arte Naif de Condom na França e na Gina Gallery (Israel), e na Galeria Jacqueline Bricard, Lourmarin, França, entre outras. Em Portugal participou de exposições na Galeria Vieira Portuense e no Museu Municipal de Espinho (Bienal da Mulher). É membro efetivo da União Brasileira dos Trovadores e também da Academia Paranaense de Poesia, onde ocupa a cadeira nº09. Reside atualmente em Portugal na cidade do Porto.